# Amine Linganzi
Amine Linganzi Koumba (* 16. November 1989 in Algier) ist ein in Algerien geborener und für die Nationalmannschaft der Republik Kongo aktiver Fußballspieler. Der in Frankreich aufgewachsene defensive Mittelfeldspieler stand zwischen 2008 und 2010 beim AS Saint-Étienne und später bis Januar 2013 bei den Blackburn Rovers in England unter Vertrag.

## Sportlicher Werdegang
Geboren in der algerischen Hauptstadt, kam Linganzi erstmals in Aix-en-Provence – der südfranzösischen Wahlheimat seiner aus Kongo stammenden Eltern – mit dem Vereinsfußball in Kontakt. Der folgende Aufenthalt zwischen 2002 und 2004 im unweit gelegenen Vitrolles war ein weiterer Zwischenschritt, bevor ihn die Nachwuchsabteilung der AS Cannes aufnahm. Dort machte er als athletischer zentral-defensiver Mittelfeldspieler durch den Gewinn der Landesmeisterschaft in der Altersklasse der 15-Jährigen vor den Augen der Talentscouts nachhaltig auf sich aufmerksam. Mit einem enormen Wachstumsschub von 15 Zentimetern innerhalb kürzester Zeit erschien das Talent für den bevorstehenden Profifußball gut gerüstet. Er blieb bis 2006 in Cannes und schloss sich dann der AS Saint-Étienne an.
Unter den Trainern Primard, Bouhazama und Blachon spielte sich Linganzi über die B-Mannschaft in der Saison 2007/08 (22 Spiele und ein Tor) in den erweiterten Kreis der ersten Elf. In der A-Mannschaft debütierte er am 28. September 2008 anlässlich eines 1:1-Remis gegen Girondins Bordeaux und acht Tage später kam er gegen Rosenborg Trondheim (3:0) im UEFA-Pokal zu einem ersten Kurzeinsatz auf europäischer Bühne.
Am 28. Januar 2010 wechselte Linganzi ablösefrei zu den Blackburn Rovers nach England und unterschrieb dort einen Vertrag über 3½ Jahre. Er kam hier vordergründig in der Reservemannschaft zum Zuge, wobei er speziell in einer Partie gegen die Zweitbesetzung von Wigan Athletic zu überzeugen wusste. Am letzten Premier-League-Spieltag der Saison 2009/10 stand er erstmals in der Startformation der A-Mannschaft und trug 45 Minuten zum 1:0-Erfolg gegen Aston Villa bei. Von Januar bis Mai 2011 war er an den damaligen Zweitligisten Preston North End ausgeliehen, wurde jedoch lediglich am 15. Januar 2011 im Punktspiel gegen Leicester City eingesetzt. Ohne weitere Ligapartien in der ersten Mannschaft von Blackburn zu absolvieren, endete Linganzis Engagement vorzeitig Ende Januar 2013 durch eine vorfällige Vertragsauflösung.